# Liste der Monuments historiques in Haute-Amance
Die Liste der Monuments historiques in Haute-Amance führt die Monuments historiques in der französischen Gemeinde Haute-Amance auf.

## Liste der Immobilien
| Bezeichnung    | Beschreibung            | Standort                           | Kennzeichnung | Schutzstatus | Datum | Bild           |
| -------------- | ----------------------- | ---------------------------------- | ------------- | ------------ | ----- | -------------- |
| Wegekreuz      | aus dem 15. Jahrhundert | Montlandon, place du Chêne (Lage)  | PA00079068    | Classé       | 1910  |                |
| Friedhofskreuz | aus dem 15. Jahrhundert | Montlandon, rue de l’Église (Lage) | PA00079067    | Classé       | 1903  | weitere Bilder |

## Liste der Objekte
| Bezeichnung                         | Beschreibung | Standort                                            | Kennzeichnung | Schutzstatus | Datum | Bild |
| ----------------------------------- | --- | --------------------------------------------------- | ------------- | ------------ | ----- | ---- |
| Skulptur Madonna mit Kind (1)       | Holz, farbig gefasst und vergoldet, zweite Hälfte des 18. Jahrhunderts                                           | Rosoy-sur-Amance, in der Kirche St-Gengoulph (Lage) | PM52000514    | Classé       | 1979  |      |
| Desideriusaltar                     | Retabel und Skulptur Heiliger Desiderius; Holz, farbig gefasst und vergoldet, Ende des 18. Jahrhunderts          | Hortes, in der Kapelle St-Didier (Lage)             | PM52000529    | Classé       | 1970  |      |
| Skulptur Heiliger Gangolf (1)       | Holz, farbig gefasst und vergoldet, 18. Jahrhundert                                                              | Rosoy-sur-Amance, in der Kirche St-Gengoulph (Lage) | PM52000511    | Classé       | 1965  |      |
| Skulptur Heiliger Nikolaus          | Stein, farbig gefasst, um 1600                                                                                   | Hortes, in der Kirche St-Didier (Lage)              | PM52000521    | Classé       | 1963  |      |
| Maria-Rosenkranz-Altar              | linker Seitenaltar; Altartisch, Retabel und Gemälde; Holz, farbig gefasst, Ölfarbe auf Leinwand, 18. Jahrhundert | Hortes, in der Kirche St-Didier (Lage)              | PM52000524    | Classé       | 1966  |      |
| Skulptur Betender Engel             | Holz, farbig gefasst, 18. Jahrhundert                                                                            | Hortes, in der Kirche St-Didier (Lage)              | PM52000525    | Classé       | 1970  |      |
| Skulptur Heiliger Desiderius (1)    | Holz, farbig gefasst und vergoldet, 18. Jahrhundert                                                              | Hortes, in der Kapelle St-Didier (Lage)             | PM52000530    | Classé       | 1970  |      |
| Skulptur Heiliger Desiderius (2)    | Kalkstein, Ende des 16. Jahrhunderts                                                                             | Hortes, in der Kirche St-Didier (Lage)              | PM52000515    | Classé       | 1963  |      |
| Skulptur Heiliger Amatre            | Kalkstein, Ende des 16. Jahrhunderts                                                                             | Hortes, in der Kirche St-Didier (Lage)              | PM52000516    | Classé       | 1963  |      |
| Skulptur einer Märtyrerin           | Kalkstein, Ende des 16. Jahrhunderts                                                                             | Hortes, in der Kirche St-Didier (Lage)              | PM52000517    | Classé       | 1963  |      |
| Gemälde Marienkrönung               | Ölfarbe auf Leinwand, 17. Jahrhundert                                                                            | Hortes, in der Kirche St-Didier (Lage)              | PM52000522    | Classé       | 1966  |      |
| Skulptur Madonna mit Kind (2)       | Holz, farbig gefasst, 18. Jahrhundert                                                                            | Hortes, in der Kirche St-Didier (Lage)              | PM52000528    | Classé       | 1970  |      |
| Skulptur Heiliger Gangolf (2)       | Aufsatz eines Prozessionsstabs; Holz, farbig gefasst, 19. Jahrhundert                                            | Rosoy-sur-Amance, in der Kirche St-Gengoulph (Lage) | PM52000513    | Classé       | 1971  |      |
| Skulpturengruppe Mariä Himmelfahrt  | Kalkstein, 16. Jahrhundert                                                                                       | Hortes, in der Kirche St-Didier (Lage)              | PM52000519    | Classé       | 1963  |      |
| Relief Auferstehung Christi         | Stein, 16. Jahrhundert                                                                                           | Hortes, in der Kirche St-Didier (Lage)              | PM52000520    | Classé       | 1963  |      |
| Skulptur Heiliger Desiderius (3)    | Holz, farbig gefasst und vergoldet, 18. Jahrhundert                                                              | Hortes, in der Kirche St-Didier (Lage)              | PM52000527    | Classé       | 1970  |      |
| Gemälde Madonna mit Kind            | Ölfarbe auf Leinwand, 17. Jahrhundert                                                                            | Rosoy-sur-Amance, in der Kirche St-Gengoulph (Lage) | PM52001836    | Inscrit      | 1980  |      |
| Wandvertäfelung der Taufkapelle     | Holz, 18. Jahrhundert; mit Relief Taufe Christi, 19. Jahrhundert                                                 | Rosoy-sur-Amance, in der Kirche St-Gengoulph (Lage) | PM52000512    | Classé       | 1971  |      |
| Relief Kreuzigung                   | Kalkstein, 16. Jahrhundert                                                                                       | Hortes, in der Kirche St-Didier (Lage)              | PM52000518    | Classé       | 1963  |      |
| Rechter Seitenaltar                 | Altartisch, Retabel und Gemälde Heilige Familie; Holz, farbig gefasst, Ölfarbe auf Leinwand, 18. Jahrhundert     | Hortes, in der Kirche St-Didier (Lage)              | PM52000523    | Classé       | 1966  |      |
| Relief Wahl des heiligen Desiderius | Holz, 18. Jahrhundert; 1972 gestohlen                                                                            | Hortes, in der Kirche St-Didier (Lage)              | PM52000526    | Classé       | 1970  |      |
| Skulptur Heiliger Desiderius (4)    | Holz, farbig gefasst und vergoldet, 18. Jahrhundert                                                              | Rosoy-sur-Amance, in der Kirche St-Gengoulph (Lage) | PM52001835    | Inscrit      | 1974  |      |
| Skulptur Heiliger Desiderius (5)    | Holz, farbig gefasst, 18. Jahrhundert; Verbleib unbekannt                                                        | Rosoy-sur-Amance, in der Kirche St-Gengoulph (Lage) | PM52001837    | Classé       | 1980  |      |